# 1996年アトランタオリンピックのシンクロナイズドスイミング競技
1996年アトランタオリンピックのシンクロナイズドスイミング競技（1996ねんアトランタオリンピックのシンクロナイズドスイミングきょうぎ）は、1996年7月30日から8月2日の競技日程で実施された。前回大会までソロとデュエットの2種目が行われてきたが、今大会ではチーム1種目の実施となった。

## 概要
これまでのシンクロナイズドスイミングはフィギュアとルーティンの合計で争われてきたが、1994年のルール改正により新たにテクニカルルーティンが採用され、テクニカルルーティンとフリールーティンで実施されることになった。
オリンピック・世界選手権・ワールドカップ等主要大会で長らく続いていたアメリカ・カナダ・日本の三強体制最後の大会となった。

## 競技結果
| 順位 | 国・地域 / 選手名 | テクニカル | フリー | 合計   |
| ---- | --- | ---------- | ------ | ------ |
| 1    | アメリカ合衆国 スザンナ・ビアンコ タミー・クレランド ベッキー・ダイルーン エミリー・ルシュー ヘザー・ピーズ ジル・セイバリー ナタリー・シュナイダー ヘザー・シモンズ ジル・サダス マーゴット・ティエン         | 34.720     | 65.000 | 99.720 |
| 2    | カナダ リサ・アレクサンダー ジャニス・ブレムナー カレン・クラーク カレン・フォンティーヌ シルビー・フレシェット ヴァレリー・ホールド カシア・クレシャ クリスティーン・ラーセン カリ・リード エリン・ウッドリー | 34.277     | 64.090 | 98.367 |
| 3    | 日本 藤井来夏 藤木麻祐子 神保れい 河邉美穂 川瀬晶子 中島理帆 立花美哉 高橋馨 武田美保 田中順子 | 34.183     | 63.570 | 97.753 |
| 4    | ロシア | 33.950     | 63.310 | 97.260 |
| 5    | フランス | 33.460     | 62.616 | 96.076 |
| 6    | イタリア | 32.807     | 61.446 | 94.253 |
| 7    | 中国 | 33.110     | 61.014 | 94.124 |
| 8    | メキシコ | 33.040     | 60.796 | 93.836 |

## 各国メダル数
| 順 | 国・地域       | 金 | 銀 | 銅 | 計 |
| -- | -------------- | -- | -- | -- | -- |
| 1  | アメリカ合衆国 | 1  | 0  | 0  | 1  |
| 2  | カナダ         | 0  | 1  | 0  | 1  |
| 3  | 日本           | 0  | 0  | 1  | 1  |